# منتخب السويد لكأس ديفيز
منتخب السويد لكأس ديفيز (بالسويدية: Sveriges Davis Cup-lag)‏ هو ممثل السويد الرسمي في كرة المضرب في كأس ديفيز. تأسس في 1925.